# بيج أثورتي
البيج اُثُورُتي PA (بالإنجليزية: Page Authority)‏ هو تقييم (من 100 نقطة) أسسته MOZ وهو عبارة عن تنبؤ لتحديد الترتيب المتوقع الذي ستحصل عليه صفحة معينة من موقع الكتروني ما في نتائج محركات البحث.
ترتيب البيج اثورتي يعتمد على مؤشر Mozscape وأيضا عدد الروابط الداخلية و MozRank و MozTrust والعديد من العوامل الأخرى. ويستخدم طريقة تنبؤية لتحديد مدى توافق هذه الصفحة مع خوارزميات محركات البحث، ومقارنتها مع باقي المواقع الموجودة في نفس مجال الموقع.

## عوامل البيج اثورتي
الأشياء التي يمكن أن تساعد في تعزيز البيج اثورتي
تركيز موضوع محتوى الصفحة واضح ومفيد أو ترفيهي ويمكن ربطه بسهولة وهناك مزيج مناسب من النص والوسائط المتعددة والإعلان.
يستهدف استخدام الكلمات الرئيسية هدف بحث واحد ، بما في ذلك المتغيرات. وضع الكلمات الرئيسية أمر طبيعي.
يحتوي عنوان URL للصفحة على كلمات رئيسية ذات صلة. عنوان URL لا يعيد التوجيه.
ترتبط الصفحة بمصادر موثوقة وتزود الزائر بالمحتوى ذي الصلة.
يتم تحميل الصفحة بسرعة ؛ أسرع كلما كان ذلك أفضل.
تم تصميم الصفحة لعرضها في جميع المتصفحات وهي مناسبة للجوّال.
الصفحة مستضافة على موقع له تراتبية منطقية يمكن التنقل فيها بسهولة.
يتم تحديد أقسام الصفحة (رأس الصفحة ، والتنقل ، والجسم ، والإعلانات ، والتذييل) ويتم استخدام المسافة البيضاء بشكل مناسب.
موقع الويب الذي تستضيفه الصفحة هو موقع كبير يتمتع بسمعة طيبة ينشر محتوى جديدًا بشكل منتظم.

## الفرق بين البيج اثورتي والدومين اثورتي
في حين يقيس البيج اثورتي قوة الصفحات الفردية، فإن الدومين اثورتي يقيس قوة التصنيف لنطاقات أساسية و فرعية بالكامل.